# Тур Лилано
Тур Лилано (англ. Tour de Leelanau) — шоссейная однодневная велогонка, проходившая по территории США с 2005 по 2008 год.

## История
Гонка была создана в 2005 году и изначально проводилась как любительская. В 2006 году вошла в календарь Американского тура UCI с категорией 1.2.
Изначально гонка проводилась в середине сентября. Но в 2008 году из-за совпадений сроков проведения с многодневкой Тур Миссури была перенесена на конец мая.
Маршрут проходил в округе Лилано, штат Мичиган. Протяжённость дистанции составляла 177,4 км.

## Призёры
| Год  | Победитель       | Второй        | Третий          |
| ---- | ---------------- | ------------- | --------------- |
| 2005 | Николас Рейстад  |               |                 |
| 2006 | Эдди Хилгер      |               |                 |
| 2007 | Гарретт Пелтонен | Райан Рот     | Скотт Звизански |
| 2008 | Тейлор Толсон    | Бен Жак-Мейнс | Тед Кинг        |